# A Song for You (Gordon)
A Song for You is een Engelstalig album van zanger Gordon Heuckeroth uit 2008, waarin hij bekende hits covert.

## Tracklist
1. The First, the Last, My Everything (Barry White)
2. Je vous aime (Donny Hathaway)
3. Stayin' Alive (Bee Gees) (met Nathalie Makoma)
4. All I Need Is Time (Roy Orbison)
5. Love Realy Hurts Without You (Billy Ocean)
6. A Song for You (Leon Russell)
7. If You Were My Woman (George Michael)
8. Sugar Baby Love (The Rubettes)
9. Love on the Rocks (Neil Diamond)
10. Never Too Much (Luther Vandross)
11. Put Your Hand in the Hand (Gene MacLellan/Anne Murray)
12. Thank You Master for My Soul (Donny Hathaway)
13. This Christmas (Donny Hathaway) (met Lisa, Amy en Shelley)

## Uitgebrachte singles
| Single met eventuele hitnotering(en) in de Nederlandse Top 40 | Datum van verschijnen | Datum van binnenkomst | Hoogste positie | Aantal weken | Opmerkingen            |
| ------------------------------------------------------------- | --------------------- | --------------------- | --------------- | ------------ | ---------------------- |
| Sugar Baby Love                                               | 2008                  | 4-10-2008             | 13              | 5            | Videoclip bij gemaakt. |
| All I Need Is Time                                            | 2008                  |                       | 41              | 3            |                        |